# McLaren 675 LT
La McLaren 675 LT è una vettura sportiva realizzata in serie limitata di 500 esemplari, prodotta dalla casa automobilistica inglese McLaren.

## Nomenclatura
Il nome 675 LT si riferisce alla potenza di 675 CV, come nel caso della McLaren 650S. La sigla LT significa Long Tail, un riferimento alla McLaren F1 GTR.

## Profilo
Come con le 650S, la 675 LT fa uso di singola cellula monoscocca in fibra di carbonio dal peso di 75 kg, e l'uso della fibra di carbonio nel veicolo è aumentato al fine di minimizzare ulteriormente il peso ed aumentare la rigidità strutturale dell'auto. La 675 LT viene fornita con dischi freno in carbo-ceramica per aumentare le prestazioni di frenata rispetto alla 650S. L'impianto è formato da dischi che sono da 394 mm nella parte anteriore e da 380 mm al posteriore. Le pinze sono a sei pistoncini per i dischi anteriori e a quattro pistoncini per quelli posteriori. Le prestazioni dell'impianto frenante è anche aiutata dalla capacità di freno che avviene attraverso l'attrito dell'aria della nuova ala posteriore.
La 675 LT si avvale di un nuovo design dei cerchi a 10 razze, ciascuno dal peso di 800 g in meno rispetto ai cerchi in lega montati sulla McLaren P1, da 19 pollici sull'anteriore e da 20 pollici sul posteriore.
Le nuove ruote calzano pneumatici stradali Pirelli P-Zero Trofeo R focalizzati per l'uso in pista, che aumentano la tenuta sull'asfalto fino al 6% rispetto alle P-Zero Corsa montate sulla 650S.
La 675 LT utilizza un'ala posteriore del 50% più grande di quella utilizzata nella 650S, insieme a un nuovo diffusore in fibra di carbonio ed uno splitter anteriore 80% più grande, con deflettori aerodinamici laterali che insieme aumentano il carico aerodinamico totale del 40%.
I nuovi pezzi in fibra di carbonio includono paraurti sia anteriore che posteriore, così come il cofano anteriore, parafanghi posteriori, prese d'aria laterali che contribuiscono a un risparmio di peso significativo in confronto alla 650S. L'Alcantara è usato in tutto l'interno, dove viene rimossa la moquette e il condizionatore d'aria e vengono montati nuovi sedili da corsa in fibra di carbonio che insieme fanno risparmiare 26,5 kg. I finestrini sono 1 millimetro più sottili e ciò riduce ulteriormente il peso di 3 kg. Questa estrema attenzione nel risparmio di peso si traduce in un peso a secco di 1.230 kg, circa 100 kg in meno rispetto alle 650S.

### Motore
La vettura è alimentata da una variante del motore McLaren M838T da 3,799 cc twin-turbo V8 a benzina, che produce 675 CV a 7100 giri al minuto e 700 Nm di coppia a 5500 giri al minuto. Ciò si ottiene mediante l'aggiunta di nuove bielle alleggerite, camme su misura, una valvola di ricircolo elettronica ed uno scarico in titanio leggero. Inoltre il turbocompressore e la pompa del carburante sono ottimizzati e resi più efficienti.
La 675LT utilizza un cambio automatico a sette marce a doppia frizione utilizzato già nella 650S, con un miglioramento del software di gestione riducendo il tempo di cambiata e scalata.

### Prestazioni
La 675 LT può accelerare nello 0-100 km/h in 2,9 secondi, nello 0–200 km/h in 8,9 secondi, nello 0–300 km/h in 25,9 secondi, nello 0–322 km/h in 31,2 secondi e scatta nello 0-402 metri (1/4 di miglia) in 10,3 secondi a 227,1 chilometri all'ora; la velocità massima dichiarata è di 330 km/h.

### 675 LT Spider

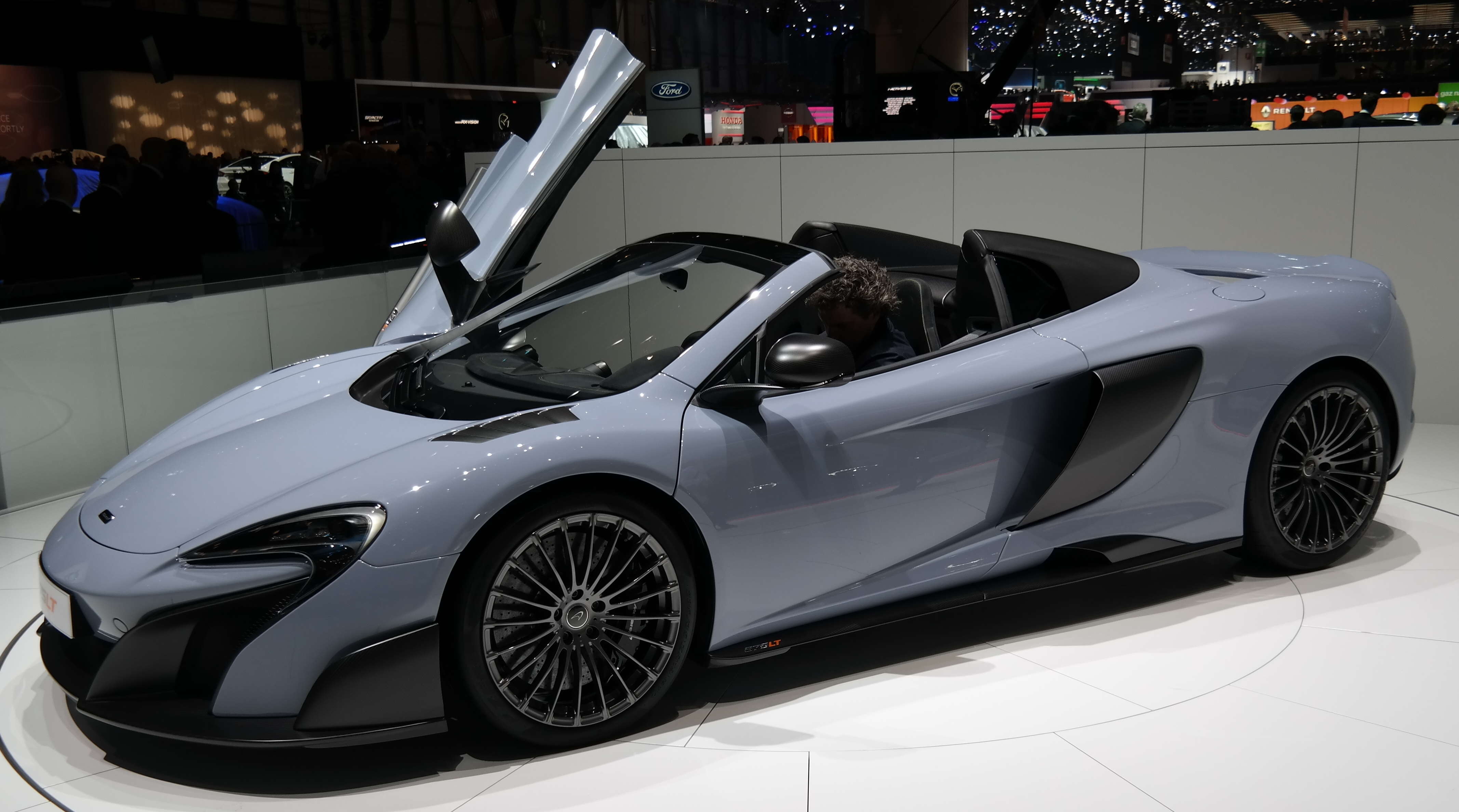
La versione spider

Nel 2015 è stata presentata la versione Spider della 675 LT. Condivide con la versione coupé la monoscocca in carbonio e gran parte dei componenti, ad eccezione di un hardtop pieghevole, come quello della McLaren 650S Spider, removibile che fa sì di avere una vettura stile "targa". La 675LT Spider può accelerare da 0–100 km/h in 2,9 secondi e 0–200 km/h in 8,1 secondi. La velocità massima si riduce leggermente a 327 km/h. Ne sono stati prodotti 500 esemplari, tutti venduti in poco tempo.